# 5707 Shevchenko
5707 Shevchenko este un asteroid din centura principală de asteroizi.

## Descriere
5707 Shevchenko este un asteroid din centura principală de asteroizi. A fost descoperit pe 2 aprilie 1976 la Observatorul de Astrofizică din Crimeea de Nikolai Cernîh. El prezintă o orbită caracterizată de o semiaxă mare de 2,19 ua, o excentricitate de 0,06 și o înclinație de 4,3° în raport cu ecliptica.